# جامعة إفريقيا
جامعة أفريقيا هي جامعة خاصة أفريقية الهوية (بالإنجليزية: Pan-African)‏ تأسسست عام 1988 وتقع في مدينة موتار في زيمبابوي.

## الكليات
تضم الجامعة 3 كليات رئيسية وهي:-
- كلية العلوم الزراعية والصحية والطبيعية. وتشمل:-
  - قسم العلوم الزراعية والطبيعية.
  - قسم العلوم الصحية.
- كلية الأعمال والسلام والقيادة والحكم. وتشمل:-
  - قسم علوم الأعمال.
  - قسم علوم الحاسوب ونظم المعلومات.
  - معهد السلام والقيادة والحكم.
- كلية العلوم الاجتماعية والإلهيات والإنسانيات والتربية. وتشمل:-
  - قسم التربية.
  - قسم الإنسانيات.
  - قسم العلوم الاجتماعية.
  - قسم الإلهيات.

## وصلات خارجية
- الموقع الرسمي (بالإنجليزية)